# Совет департамента Кальвадос
Совет департамента Кальвадос (до марта 2015 года — Генеральный совет департамента Кальвадос) — верховный орган управления департамента Кальвадос. После реформы 2015 года избирается на 6 лет и состоит из 50 советников, избираемых по мажоритарной системе в 25 кантонах (от каждого кантона по два советника, обязательно один мужчина и одна женщина).

## Состав Совета департамента (2021—2028)
|                        | Партия                        | Кол-во мест            | +/- (к 2015 г.)        |
| Большинство (36 мест): | Большинство (36 мест):        | Большинство (36 мест): | Большинство (36 мест): |
| ---------------------- | ----------------------------- | ---------------------- | ---------------------- |
|                        | Разные правые                 | 19                     | -3                     |
|                        | Республиканцы                 | 9                      | +2                     |
|                        | Союз демократов и независимых | 3                      | -1                     |
|                        | Разные центристы              | 3                      | +1                     |
|                        | Центристы                     | 1                      | 0                      |
|                        | Независимые                   | 1                      | +1                     |
| Меньшинство (4 места): |                               |                        |                        |
|                        | Разные центристы              | 1                      | +1                     |
|                        | Вперёд, Республика!           | 1                      | +1                     |
|                        | Независимые                   | 1                      | +1                     |
|                        | Радикальная левая партия      | 1                      | -1                     |
| Оппозиция: (10 мест)   |                               |                        |                        |
|                        | Социалистическая партия       | 4                      | −6                     |
|                        | Разные левые                  | 3                      | +1                     |
|                        | Европа Экология Зелёные       | 2                      | +2                     |
|                        | Коммунистическая партия       | 1                      | +1                     |

## Исполнительный комитет Совета департамента
- Президент — Жан-Леонс Дюпон (Центристы, кантон Байё)
- 1-й вице-президент — Сильви Ленуришель (Разные правые, кантон Ле-Мон-д’Оне)
- 2-й вице-президент — Юбер Курсо (Разные правые, кантон Пон-л'Эвек)
- 3-й вице-президент — Клара Деваэль-Кануэль (Союз демократов и независимых, кантон Фалез)
- 4-й вице-президент — Ксавье Шарль (Союз демократов и независимых, кантон Мезидон-Валле-д’Ож)
- 5-й вице-президент — Беатрис Гийом (Республиканцы, кантон Кабур)
- 6-й вице-президент — Седрик Нувло (Республиканцы, кантон Курсёль-сюр-Мер)
- 7-й вице-президент — Мелани Лепультье  (Разные правые, кантон Байё)
- 8-й вице-президент — Мишель Ламар (Разные правые, кантон Онфлёр-Довиль)
- 9-й вице-президент — Флоранс Буле (Радикальная левая партия, кантон Эвреси)
- 10-й вице-президент — Людвиг Вийом (Республиканцы, кантон Кан-1)
- 11-й вице-президент — Патрисия Гади Дюкен (Разные правые, кантон Тревьер)
- 12-й вице-президент — Мишель Фрику (Республиканцы, кантон Уистреам)
- 13-й вице-президент — Валери Декен (Разные правые, кантон Конде-ан-Норманди)
- 14-й вице-президент — Марк-Андрё Сабатер (Вперёд, Республика!, кантон Вир-Норманди)
- 15-й вице-президент — Анжелик Перини (Разные правые, кантон Лизьё)

## Члены Совета департамента Кальвадос (2021—2028)
| Кантон             |  | Советник              | Партия                        |
| ------------------ |  | --------------------- | ----------------------------- |
| Байё               |  | Жан-Леонс Дюпон       | Центристы                     |
| Байё               |  | Мелани Лепультье      | Разные правые                 |
| Вир-Норманди       |  | Коралин Бризон-Валонь | Разные центристы              |
| Вир-Норманди       |  | Марк Андрё Сабатер    | Вперёд, Республика!           |
| Иф                 |  | Жоэль Жан             | Коммунистическая партия       |
| Иф                 |  | Эдит Эзе (Гийо)       | Социалистическая партия       |
| Кабур              |  | Беатрис Гиойм         | Республиканцы                 |
| Кабур              |  | Эмманюэль Порк        | Республиканцы                 |
| Кан-1              |  | Людвиг Вийом          | Республиканцы                 |
| Кан-1              |  | Софи Симонне          | Разные правые                 |
| Кан-2              |  | Патрик Жанненес       | Республиканцы                 |
| Кан-2              |  | Мари-Кристин Кертье   | Разные правые                 |
| Кан-3              |  | Салия Ашуши           | Социалистическая партия       |
| Кан-3              |  | Антуан Казини         | Разные левые                  |
| Кан-4              |  | Франсис Жоли          | Европа Экология Зелёные       |
| Кан-4              |  | Мартин Кергелен       | Социалистическая партия       |
| Кан-5              |  | Александра Бельджуди  | Европа Экология Зелёные       |
| Кан-5              |  | Эрик Вев              | Социалистическая партия       |
| Конде-ан-Норманди  |  | Валери Декен          | Разные правые                 |
| Конде-ан-Норманди  |  | Режи Деликер          | Разные правые                 |
| Курсёль-сюр-Мер    |  | Седрик Нувло          | Республиканцы                 |
| Курсёль-сюр-Мер    |  | Кароль Фрюжер         | Разные правые                 |
| Ле-Мон-д’Оне       |  | Сильви Ленуришель     | Разные правые                 |
| Ле-Мон-д’Оне       |  | Кристиан Оре          | Разные правые                 |
| Ле-Ом              |  | Сильви Жак            | Разные правые                 |
| Ле-Ом              |  | Брюно Франсуа         | Независимый                   |
| Ливаро-Пеи-д’Ож    |  | Оливье Анфри          | Разные правые                 |
| Ливаро-Пеи-д’Ож    |  | Ванесса Боном-Дюшмен  | Разные центристы              |
| Лизьё              |  | Себастьен Леклерк     | Республиканцы                 |
| Лизьё              |  | Анжелик Перини        | Разные правые                 |
| Мезидон-Валле-д’Ож |  | Александра Маривинг   | Разные правые                 |
| Мезидон-Валле-д’Ож |  | Ксавье Шарль          | Союз демократов и независимых |
| Онфлёр-Довиль      |  | Мишель Ламар          | Разные правые                 |
| Онфлёр-Довиль      |  | Колетт Нувель-Русло   | Разные правые                 |
| Пон-л’Эвек         |  | Одри Гаден            | Разные правые                 |
| Пон-л’Эвек         |  | Юбер Курсо            | Разные правые                 |
| Тревьер            |  | Патрисия Гади Дюкен   | Разные правые                 |
| Тревьер            |  | Патрик Томин          | Республиканцы                 |
| Троарн             |  | Анжелик Лемьер        | Разные центристы              |
| Троарн             |  | Людовик Робер         | Разные центристы              |
| Тю-э-Мю            |  | Мирьям Летейе         | Разные правые                 |
| Тю-э-Мю            |  | Филипп Лоран          | Республиканцы                 |
| Уистреам           |  | Мишель Фрику          | Республиканцы                 |
| Уистреам           |  | Кристин Эвен          | Разные правые                 |
| Фалез              |  | Клара Деваэль-Кануэль | Союз демократов и независимых |
| Фалез              |  | Жан-Ив Юртен          | Разные правые                 |
| Эвреси             |  | Флоранс Буле          | Радикальная левая партия      |
| Эвреси             |  | Доминик Рос           | Независимый                   |
| Эрувиль-Сен-Клер   |  | Элиза Касетто-Гадра   | Разные левые                  |
| Эрувиль-Сен-Клер   |  | Стев Лешанжёр         | Разные левые                  |

## Состав Совета департамента (2015—2021)
|                        | Партия                        | Кол-во мест            | +/- (к 2011 г.)        |
| Большинство (36 мест): | Большинство (36 мест):        | Большинство (36 мест): | Большинство (36 мест): |
| ---------------------- | ----------------------------- | ---------------------- | ---------------------- |
|                        | Разные правые                 | 22                     | +4                     |
|                        | Республиканцы                 | 7                      | +2                     |
|                        | Союз демократов и независимых | 5                      | +2                     |
|                        | Демократическое движение      | 2                      | -1                     |
| Оппозиция: (14 мест)   |                               |                        |                        |
|                        | Социалистическая партия       | 10                     | −7                     |
|                        | Радикальная левая партия      | 2                      | -1                     |
|                        | Разные левые                  | 2                      | +2                     |

Исполнительный комитет Совета департамента (2015-2021)

## Исполнительный комитет Совета департамента
- Президент — Жан-Леонс Дюпон (Союз демократов и независимых, кантон Байё)
- 1-й вице-президент — Юбер Курсо (Разные правые, кантон Пон-л'Эвек)
- 2-й вице-президент — Сильви Ленуришель (Разные правые, кантон Оне-сюр-Одон)
- 3-й вице-президент — Оливье Колен (Разные правые, кантон Кабур)
- 4-й вице-президент — Беатрис Гийом (Республиканцы, кантон Кабур)
- 5-й вице-президент — Мишель Ламарр (Разные правые, кантон Онфлёр-Довиль)
- 6-й вице-президент — Клара Деваэль-Кануэль (Союз демократов и независимых, кантон Фалез)
- 7-й вице-президент — Клод Летёртр (Союз демократов и независимых, кантон Фалез)
- 8-й вице-президент — Сильвиан Лепуатвен (Демократическое движение, кантон Эрувиль-Сен-Клер)
- 9-й вице-президент — Поль Шанделье (Разные правые, кантон Тюри-Аркур)
- 10-й вице-президент — Стефани Йон-Куртен (Разные правые, кантон Кан-2)
- 11-й вице-президент — Мишель Рока (Разные правые, кантон Конде-сюр-Нуаро)
- 12-й вице-президент — Кристин Дюран (Республиканцы, кантон Курсёль-сюр-Мер)
- 13-й вице-президент — Седрик Нувло (Республиканцы, кантон Курсёль-сюр-Мер)
- 14-й вице-президент — Мелани Лепультье  (Разные правые, кантон Байё)
- 15-й вице-президент — Мишель Фрику (Республиканцы, кантон Уистреам)

| Кантон             |  | Советник              | Партия                        |
| ------------------ |  | --------------------- | ----------------------------- |
| Байё               |  | Жан-Леонс Дюпон       | Союз демократов и независимых |
| Байё               |  | Мелани Лепультье      | Разные правые                 |
| Бретвиль-л’Оргейёз |  | Филипп Лоран          | Разные правые                 |
| Бретвиль-л’Оргейёз |  | Вероник Мартинес      | Разные правые                 |
| Вир                |  | Марк Андрё Сабатер    | Радикальная левая партия      |
| Вир                |  | Рэн Од                | Разные левые                  |
| Иф                 |  | Бертран Авар          | Социалистическая партия       |
| Иф                 |  | Эдит Гийо             | Социалистическая партия       |
| Кабур              |  | Беатрис Гиойм         | Республиканцы                 |
| Кабур              |  | Оливье Колен          | Разные правые                 |
| Кан-1              |  | Людвиг Вийом          | Республиканцы                 |
| Кан-1              |  | Софи Симонне          | Союз демократов и независимых |
| Кан-2              |  | Патрик Жанненес       | Разные правые                 |
| Кан-2              |  | Стефани Йон-Куртен    | Разные правые                 |
| Кан-3              |  | Салия Ашуши           | Социалистическая партия       |
| Кан-3              |  | Антуан Казини         | Социалистическая партия       |
| Кан-4              |  | Жиль Детервиль        | Социалистическая партия       |
| Кан-4              |  | Корин Фере            | Социалистическая партия       |
| Кан-5              |  | Эрик Вев              | Социалистическая партия       |
| Кан-5              |  | Жезабель Сюэ          | Социалистическая партия       |
| Конде-сюр-Нуаро    |  | Валери Декен          | Разные правые                 |
| Конде-сюр-Нуаро    |  | Мишель Рока           | Разные правые                 |
| Курсёль-сюр-Мер    |  | Кристин Дюран         | Разные правые                 |
| Курсёль-сюр-Мер    |  | Седрик Нувло          | Республиканцы                 |
| Ливаро             |  | Себастьян Леклерк     | Республиканцы                 |
| Ливаро             |  | Вероник Мемо          | Разные правые                 |
| Лизьё              |  | Бернар Обриль         | Разные правые                 |
| Лизьё              |  | Анжелик Перини        | Разные правые                 |
| Мезидон-Канон      |  | Виржини Ле Дрессе     | Разные правые                 |
| Мезидон-Канон      |  | Ксавье Шарль          | Союз демократов и независимых |
| Оне-сюр-Одон       |  | Сильви Ленуришель     | Разные правые                 |
| Оне-сюр-Одон       |  | Кристиан Оре          | Разные правые                 |
| Онфлёр-Довиль      |  | Мишель Ламарр         | Разные правые                 |
| Онфлёр-Довиль      |  | Колетт Нувель-Руссело | Разные правые                 |
| Пон-л’Эвек         |  | Одри Гаденн           | Разные правые                 |
| Пон-л’Эвек         |  | Юбер Курсо            | Разные правые                 |
| Тревьер            |  | Патрисия Гади Дюкен   | Разные правые                 |
| Тревьер            |  | Патрик Томин          | Республиканцы                 |
| Троарн             |  | Корали Аррюэго        | Радикальная левая партия      |
| Троарн             |  | Кристиан Пьело        | Социалистическая партия       |
| Тюри-Аркур         |  | Сильви Жак            | Разные правые                 |
| Тюри-Аркур         |  | Поль Шанделье         | Разные правые                 |
| Уистреам           |  | Клер Труве            | Республиканцы                 |
| Уистреам           |  | Мишель Фрику          | Республиканцы                 |
| Фалез              |  | Клара Деваэль-Кануэль | Союз демократов и независимых |
| Фалез              |  | Клод Летёртр          | Союз демократов и независимых |
| Эвреси             |  | Флоранс Буле          | Разные левые                  |
| Эвреси             |  | Марк Бурбон           | Социалистическая партия       |
| Эрувиль-Сен-Клер   |  | Сильвиан Лепуатвен    | Демократическое движение      |
| Эрувиль-Сен-Клер   |  | Эрван Берне           | Демократическое движение      |

## Состав Генерального совета (2011—2015)
|                        | Партия                    | Кол-во мест            |                        |
| Большинство (29 мест): | Большинство (29 мест):    | Большинство (29 мест): | Большинство (29 мест): |
| ---------------------- | ------------------------- | ---------------------- | ---------------------- |
|                        | Разные правые             | 18                     |                        |
|                        | Союз за народное движение | 5                      |                        |
|                        | Новый центр               | 3                      |                        |
|                        | Демократическое движение  | 3                      |                        |
| Оппозиция (20 места):  |                           |                        |                        |
|                        | Социалистическая партия   | 17                     |                        |
|                        | Радикальная левая партия  | 3                      |                        |